# Triplaris poeppigiana
Triplaris poeppigiana är en slideväxtart som beskrevs av Hugh Algernon Weddell. Triplaris poeppigiana ingår i släktet Triplaris och familjen slideväxter. Inga underarter finns listade i Catalogue of Life.